# Kaphyacinter (växter)
Kaphyacinter (Galtonia) är ett släkte av sparrisväxter som beskrevs av Joseph Decaisne. Kaphyacinter ingår i familjen sparrisväxter.
Släktet innehåller bara arten Galtonia candicans.